# Estación de Bellvitge Rambla Marina
Bellvitge Rambla Marina es una estación de la línea 1 del Metro de Barcelona. 
La estación está situada debajo la rambla Marina en Hospitalet de Llobregat y se inauguró en 1989.
Bellvitge junto a Hospital de Bellvitge fueron las primeras estaciones inauguradas del metro de Barcelona en tener ascensores.
En 2022, el nombre de la estación cambió de Bellvitge a Bellvitge Rambla Marina, en el seno de varios cambios de nombres de estaciones motivados por dos razones: estaciones enlazadas que unifican su nombre o estaciones no enlazadas que actualizan su nombre. Aquí se trataba del segundo caso, ya que la estación de Cercanías Renfe de la zona se llamaba también Bellvitge, la cual a su vez fue actualizada a Bellvitge/Gornal.
| << cabecera           | < estación            | línea | estación >        | cabecera >> |
| --------------------- | --------------------- | ----- | ----------------- | ----------- |
| Metro                 |                       |       |                   |             |
| Hospital de Bellvitge | Hospital de Bellvitge |       | Avinguda Carrilet | Fondo       |